# Niklaus von Scharnachthal

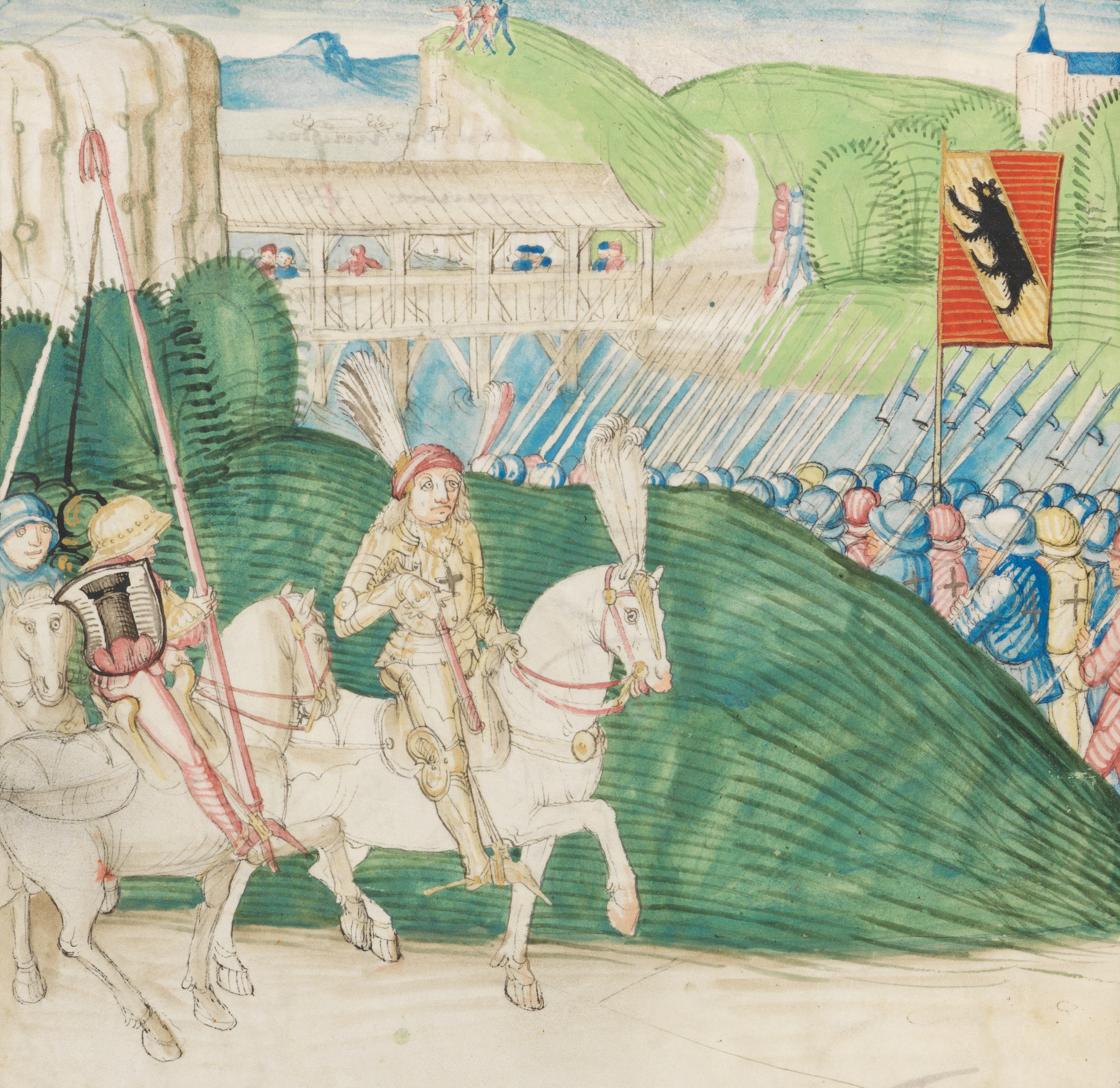
Niklaus von Scharnachthal, Burgerbibliothek Bern, Amtliche Berner Chronik (Mss.h.h.I.3, fol. 738)

Niklaus von Scharnachthal (* ca. 1419; † 1489) war Schultheiss der Stadt Bern.
Scharnachthal war Mitherr zu Wimmis, Diemtigen und Unspunnen sowie Herr zu Schwanden, Oberhofen und Krattigen. Ab 1446 war er Mitglied des Grossen, ab 1451 des Kleinen Rats, 1458 wurde er Schultheiss von Thun und ab 1463 bis 1472 war er alternierend Schultheiss von Bern. Während des Waldshuterkrieges 1468 war er einer der Hauptleute der Berner Truppen. Im Twingherrenstreit verlor er sein Amt als Schultheiss an Peter Kistler.
Er amtete mehrmals als Gesandter, 1461 im Friedensschluss mit Österreich nach dem Thurgauerkrieg, 1466 zur Erneuerung des Bundes mit Savoyen, 1474 gemeinsam mit Petermann von Wabern in Dijon. Er diente in den Burgunderkriegen als Heerführer in der Schlacht bei Héricourt und in der Schlacht bei Murten. Scharnachthal wurde 1477 durch einen Blitzschlag halbseitig gelähmt und trat 1479 von sämtlichen Ämtern zurück.